# كريستيان نواك
كريستيان نواك (بالبولندية: Krystian Nowak) هو لاعب كرة قدم بولندي في مركز الدفاع، ولد في 1 أبريل 1994 في إيلك في بولندا. شارك مع منتخب بولندا تحت 17 سنة لكرة القدم ومنتخب بولندا تحت 19 سنة لكرة القدم ومنتخب بولندا تحت 20 سنة لكرة القدم. أما مع النوادي، فقد لعب مع بييلسكو بياوا وجامعة كلوج ونادي بانيونيوس ونادي سلافن بيلوبو وهارت أوف ميدلوثيان وويدزي لودز.

## وصلات خارجية
- كريستيان نواك على موقع قاعدة بيانات كرة القدم.إي يو (الإنجليزية)
- كريستيان نواك على موقع Soccerbase.com (لاعب) (الإنجليزية)
- كريستيان نواك على موقع Soccerway.com (الإنجليزية)
- كريستيان نواك على موقع عالم كرة القدم.نت (الإنجليزية)